# Cap Nelson

Le cap Nelson est un cap situé sur la côte nord de la province de Oro en Papouasie-Nouvelle-Guinée.